# Jean Vial
Pour les articles homonymes, voir Vial.
Jean Vial, né le 27 juin 1909 à Saint-Paul-en-Jarez (Loire), et mort le 13 juillet 1996 à Paris est un pédagogue français, instituteur puis professeur en sciences de l'éducation à l'université de Caen.

## Biographie
Jean Vial naît au sein d'une famille ouvrière dans un village du Forez. Il passe sa première enfance à Saint-Étienne puis vit quelques années en Tunisie. Il fait ses études d'instituteur à l'école normale primaire, puis, à l'issue de son service militaire, il est affecté dans des écoles de Saint-Denis, Drancy, puis à Paris. 
Officier de réserve, il est réquisitionné et prend part aux batailles de 1940, comme officier, puis il participe à la Résistance, comme responsable dans le secteur d'Aulnay-sous-Bois pour le mouvement Libération-Nord, qu'il rejoint fin 1941. Il vient notamment en aide aux Juifs et aux réfractaires.
À la fin de la guerre il reste militaire et occupe plusieurs postes de chef de cabinet ou de conseiller technique, près du général Pierre Billotte puis au ministère de la Guerre et au ministère des Affaires étrangères. Il est colonel lorsque Maurice Debesse l'appelle comme assistant de pédagogie à la Sorbonne en 1961. Il franchit alors les étapes d'une carrière  universitaire. Il soutient une thèse de doctorat ès lettres en 1967 L'industrialisation de la sidérurgie française, 1814-1864. Il est enseignant-chercheur et exerce des responsabilités de directeur des études au ministère de l’Éducation. Il participe à des commissions ou séminaires de recherches à l'Institut national de recherche pédagogique. Il est professeur à l'Université de Caen jusqu'en 1978.
Jean Vial adhère aux thèses fondamentales de Célestin Freinet, qu'il a découvert tardivement. Dans un entretien avec Roger Ueberschlag Jean Vial donne, à partir d'un commentaire sur la pédagogie par projet, son approche plus globale.
Jean Vial est officier de la Légion d'Honneur, titulaire de la médaille de la Résistance française, de la Croix de guerre et commandeur de l'ordre national du Mérite.

## Publications
- Journal de classe, 1927-1977,  Paris, 1978, ESF, 1978,  144 p.
- Histoire et actualité des méthodes pédagogiques, Paris, 1982, ESF, 206 p.
- Jeu et éducation, les ludothèques, Paris, 1981, PUF, 198 p.[6]
- Histoire de l'éducation, Paris, 1997, Que-sais-je ? n°310, PUF 1997, 127 p  [rééditions : 2003, 2009, 2019]
- L'école maternelle,  Que-sais-je ? n° 2075, PUF, (2e éd.), 1989, 127 p.[7]
- La Pédagogie, pour qui ? pour quoi ?, la famille et l'école aujourd'hui, Paris, 1977, Casterman, 216 p.
- Pédagogie de l'orthographe française, Paris, 1970, PUF, 176 p.
- Classes de transition et classes pratiques, préface de Maurice Debesse, Paris, 1968, PUF, 164 p.
- Histoire mondiale de l'éducation [dir. avec Gaston Mialaret), Paris 1981, PUF, 4 vol.
- La pédagogie au ras du sol. — Paris,1973, ESF, 164 p.[8]
- Les Instituteurs. Douze siècles d'histoire, Paris, 1980,  Éd. Universitaires[9]
- D'hier à demain, l'éducation civique et sociale [co-auteur Alain Mougniotte], Paris, 1995, ERES
- Se repérer dans les modèles de l’évaluation, méthodes dispositifs, outils, Bruxelles, 2012,  De Boeck[10]